# Строєшть (Вилча)
Строєшть, Строєшті (рум. Stroești) — село у повіті Вилча в Румунії. Входить до складу комуни Строєшть.
Село розташоване на відстані 187 км на північний захід від Бухареста, 36 км на захід від Римніку-Вилчі, 84 км на північ від Крайови, 147 км на південний захід від Брашова.

## Населення
За даними перепису населення 2002 року у селі проживали 953 особи, усі — румуни. Усі жителі села рідною мовою назвали румунську.